# Mitsubishi A5M

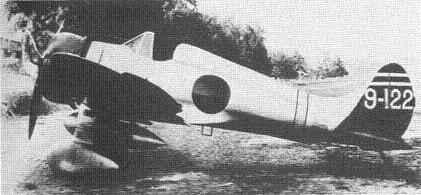
A5M Claude

A Mitsubishi A5M (Micubisi A5M) repülőgép-hordozóról üzemeltethető merev futóműves japán vadászrepülőgép, melyet a Mitsubishi fejlesztett ki és gyártott. Az amerikaiak a Claude becenevet adták a típusnak. A repülőgépet a kétfedelű Nakajima Typ 90 leváltására tervezték a Japán Birodalmi Haditengerészet 96 típusú hadihajó-fedélzeti vadász (九六式艦上戦闘機) kiírása alapján 1934-ben. Első felszállására 11 hónappal a tervezés megkezdése után 1935. február 4-én került sor Ka–14 gyári jellel. Ez volt a japán haditengerészet első szabadon hordó egyfedelű repülőgépe, általános vadászrepülőgépévé vált a Zero előtt.

## Története
Az 1934-es versenykiírás szerint az új, korszerű vadászrepülőgépnek 350 km/óra maximális sebességet kellett elérnie 3000 m-es magasságon. Emelkedőképességét 5000 m-re 6 perc 30 másodpercben maximálták.
A repülőgépet négy sorozatban gyártották mintegy ezer példányban A5M1-től A5M4-ig. Első bevetése 1937 júliusában volt a Kína elleni japán támadás során. Ez volt a japán haditengerészet rendszeresített vadászgépe a csendes-óceáni háború kitörésekor. 1942 nyarától már csak második vonalbeli feladatai voltak, főleg az Aleut-szigeteken állomásozott. 1943-ban jelent meg a kétüléses kiképző változata A5M4–K jellel. A gép 436 km/h sebességgel repült. Abban az időben a US Navy éppen átvette első F3F–1 behúzható futóműves, kétfedelű gépeit, a brit Fleet Air Arm pedig a 290 km/h sebességgel repülő Hawker Nimrodokat.

## Gyártás
Hat darab Ka–14 prototípus épült az A5M1-sorozat előtt. Az M1–M4 sorozatokból 780 darabot a Mitsubishi, 39 darabot a Watanabe és 161 darabot a Naval Ohmura Arsenal gyártott. A kétüléses A5M4–K-ból 103 darabot épített a Naval Ohmura Arsenal. Egy darab Ki–18 és kettő darab Ki–33 prototípus készült még a japán hadsereg részére, ezekkel együtt összesen 1094 darabot gyártottak le a típus különféle változataiból.

## Szerkezeti felépítése
A repülőgép tiszta fémépítésű mélyfedelű, szabadon hordó hagyományos elrendezésű vezérsíkokkal és kormányokkal. A szárny elliptikus alaprajzú (ez a felhajtóerő és ellenállás arányát tekintve hangsebesség alatt a legelőnyösebb de a legdrágábban gyártható forma). Az A5M2b-sorozattól nyitott pilótafülkével. Motor egy 9 hengeres Nakajima Kotobuki, a változatoktól függően 585-710 LE-ig (430-522 kW) kétágú merev fa, vagy háromágú fém légcsavarral. Üzemanyag 810 liter a törzsben és 160 liter a törzs alá felfüggeszthető tüzelőanyag-póttartályban.

## Típusváltozatai
- Ka–14: eltérő motorokkal hajtva, némileg eltérő kialakítással.
- A5M1: Kotobuki 5 KAI I motorral, motorteljesítmény 600 LE.
- A5M2/A5M2a (Model 21): Erősebb motorral szerelték fel.
- A5M2b (Model 22): az első sorozat, amelyet NACA-motorburkolattal szereltek fel és Kotobuki 3 motor hajtotta (477 kW, 640 LE).
- A5M3a: prototípus 448 kW-os (601 LE) olasz Hispano-Suiza 12 Xcrs motorral.
- A5M4 (Model 24, korábban Model 4): az A5M2b-t más motorral szerelték fel, zárt pilótafülkét kapott és leszerelhető üzemanyag tartályt. Az utolsó sorozat (Model 34) Kotobuki 41 KAI motorral (710 LE) lett felszerelve.

- A5M4–K: kétüléses kiképző változata az A5M4-nek.

- Ki–18: prototípus Kotobuki 5 motorral (410 kW (550 LE) szerelt változat, mindössze egy épült belőle a japán hadsereg részére
- Ki–33: a Ki–18-ból kifejlesztett, zárt pilótafülkével felszerelt prototípus, eltérő motorral szerelve. Kettő épült meg belőle.